# Radosavci
Radosavci is een plaats in de gemeente Slatina in de Kroatische provincie Virovitica-Podravina. De plaats telt 111 inwoners (2001).